# Montecorvino Rovella
Montecorvino Rovella – miejscowość i gmina we Włoszech, w regionie Kampania, w prowincji Salerno.
Według danych na rok 2004 gminę zamieszkiwało 11 558 osób, 275,2 os./km².